# یوسوکه اینوزوکا
یوسوکه اینوزوکا (انگلیسی: Yusuke Inuzuka؛ زادهٔ ۱۳ دسامبر ۱۹۸۳) بازیکن فوتبال اهل ژاپن است.
از باشگاه‌هایی که در آن بازی کرده‌است می‌توان به باشگاه فوتبال ساگان توسو و باشگاه فوتبال جوبیلو ایواتا اشاره کرد.